# Bix
Bix är en by i civil parish Bix and Assendon, i distriktet South Oxfordshire, i grevskapet Oxfordshire, i England. Byn är belägen 5 km från Henley-on-Thames. Byn nämndes i Domedagsboken (Domesday Book) år 1086, och kallades då Bixa.